# Incidente ferroviario della Fiumarella

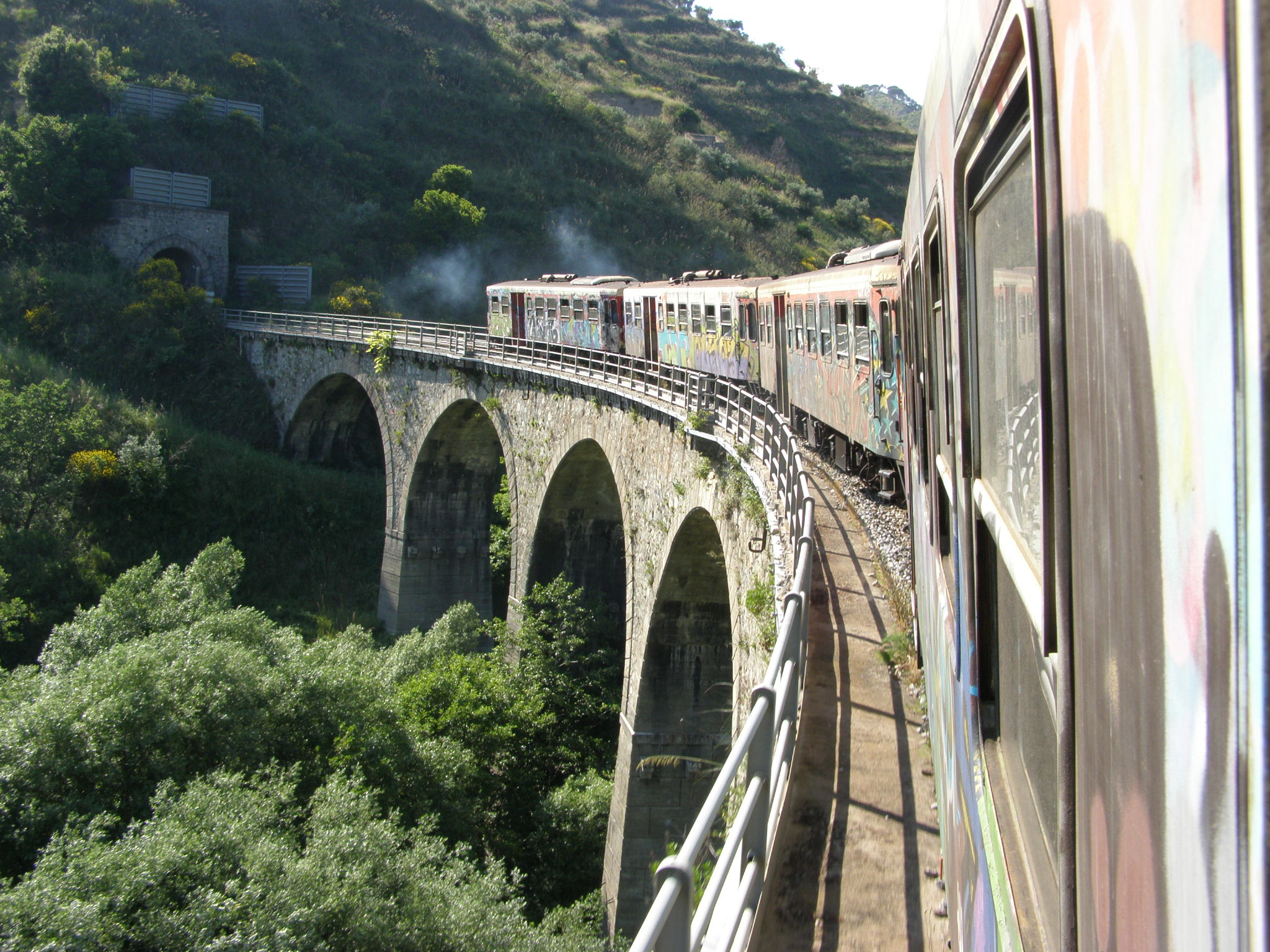
Il viadotto della Fiumarella

L'incidente ferroviario della Fiumarella è stato un disastro ferroviario italiano, avvenuto il 23 dicembre 1961 alle ore 7:45 sulla linea delle Calabro Lucane, Cosenza-Catanzaro, nella immediata periferia di Catanzaro; causò la morte di 71 passeggeri, 31 dei quali del comune di Decollatura.

## Cronologia

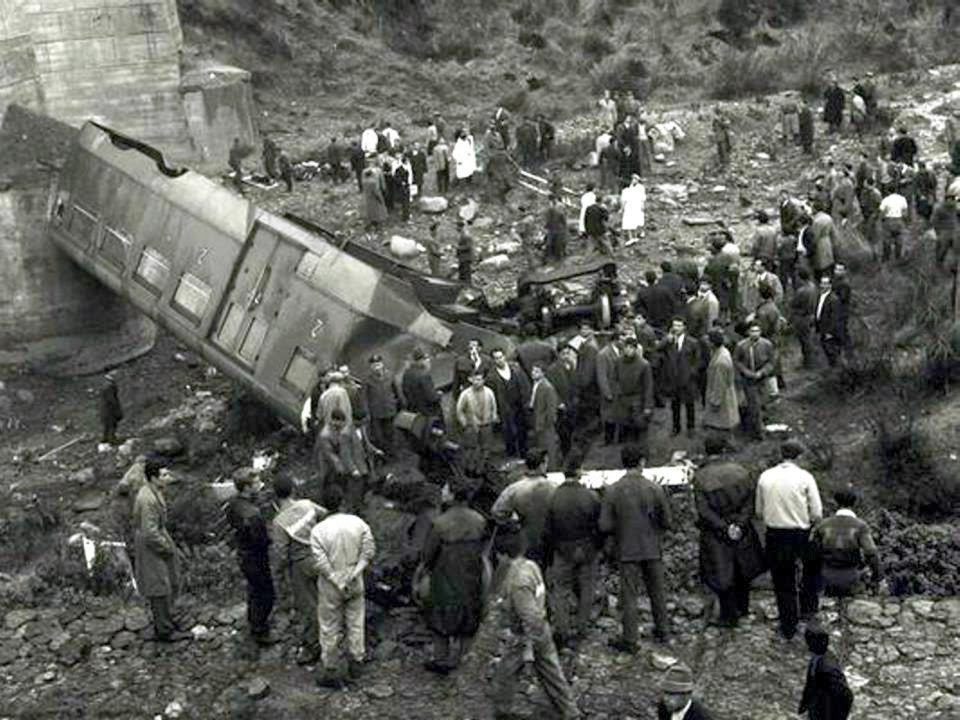
Soccorsi

Il treno, diretto a Catanzaro, era composto dall'automotrice Breda M2.123 e dal rimorchio Breda RA 1006. L'incidente avvenne al passaggio del treno sul viadotto in curva della Fiumarella, circa un'ora dopo la partenza dalla stazione di Soveria Mannelli avvenuta alle ore 6:43. Il rimorchio deragliò dal binario e, a causa della rottura del gancio di trazione di tipo tranviario, staccandosi dall'automotrice, precipitò nel torrente sottostante dopo un volo di circa 47 metri. All'interno del mezzo c'erano 99 passeggeri dei quali un gran numero era costituito da studenti: 69 di essi morirono nell'impatto o nelle ore seguenti, altri 2 pochi giorni dopo in ospedale; 28 risultarono feriti più o meno gravemente.
L'incidente scatenò un acceso dibattito parlamentare, che portò il Governo (con la legge 1855 del 23 dicembre 1963 pubblicata sulla Gazzetta Ufficiale della Repubblica Italiana n. 337 del 30 dicembre 1963) a revocare la concessione alla Mediterranea Calabro Lucane, istituendo la gestione commissariale governativa delle Ferrovie Calabro Lucane. Il traffico ferroviario rimase interrotto per alcuni anni e sostituito tra Soveria Mannelli e Catanzaro da autoservizio. A Decollatura, luogo di origine di un buon numero di vittime, venne eretto un monumento in memoria.

## L'inchiesta
Venne avviata un'inchiesta ministeriale istituendo una commissione composta dagli ingegneri Gino Raffaelli (capo dell'ispettorato della motorizzazione civile), Vito Spagnolo e Nicola Augello, rispettivamente del servizio trazione e del servizio movimento del compartimento di Reggio Calabria delle Ferrovie dello Stato. L'inchiesta giudiziaria venne guidata dal Procuratore della Repubblica, Luigi Ammirati, che il 27 dicembre spiccò il mandato di cattura per il macchinista Ciro Miceli e per il capotreno Luigi Aristodemo con l'imputazione di disastro, omicidio plurimo e lesioni colpose. Le conclusioni a cui giunse la commissione di inchiesta furono che il deragliamento e la successiva rottura del gancio di trazione erano stati provocati dalla velocità eccessiva (63 km/h) rispetto ai 35 km/h consentiti a causa delle cattive condizioni dell'armamento nel tratto in questione.
Il 2 aprile 1966 il tribunale di Catanzaro condannò a 10 anni di reclusione il macchinista, ritenuto colpevole per eccesso di velocità; la difesa del macchinista aveva sostenuto che la velocità fosse eccessiva a causa di cattivo funzionamento dei freni.